# هیچ‌کس نمی‌داند (ترانه چاک بری)
«هیچ‌کس نمی‌داند» (به انگلیسی: You Never Can Tell) که با عنوان‌های زندگی همینه و عروسی نوجوانانههم شناخته می‌شود، ترانه‌ای از چاک بری است. او این قطعه را اوایل دههٔ ۱۹۶۰ و زمانی که به‌خاطر نقض قانون مان زندانی شده بود نوشت.
چاک بری در این ترانه داستان کوتاه ازدواج یک زوج نوجوان و زندگی‌شان در آپارتمانی که جعبهٔ سردکُن آن پُر از غذاهای آمادهٔ منجمد و آبجوی زنجبیل است را تعریف می‌کند. آن‌دو سالگرد ازدواج‌شان را با کرایه‌کردن یک شورلت قرمز گیلاسی تقویت‌شدهٔ مدل ۱۹۵۳ در نیواورلئان جشن می‌گیرند.
این ترانه اولین‌بار در آلبوم سنت لوئیس به لیورپول (۱۹۶۴) بِری منتشر شد. از مشخصه‌های نسخهٔ اصلی، پیانونوازی نمادین جانی جانسون است. نکتهٔ قابل توجه این نسخه همین است که گیتار چاک بری به‌عنوان «اسطورهٔ گیتار راک» تقریباً در آن شنیده نمی‌شود و سولوی پیانو و ساکسوفون‌های بوگی ووگی ترانه را پُر می‌کنند. پس از چاک بری افراد دیگری همچون امیلو هریس، شلی رایت، جان پراین، جری گارسیا، بروس اسپرینگستین و باب سیگر «هیچ‌کس نمی‌داند» را بازخوانی کرده‌اند.
در سال ۱۹۹۴ و پس از آن‌که «هیچ‌کس نمی‌داند» در فیلم پالپ فیکشن استفاده شد، دوباره مورد توجه قرار گرفت. ترانه در سکانسی پخش می‌شود که طی آن شخصیت‌های وینسنت وگا (جان تراولتا) و میا والاس (اوما تورمن) با هم مسابقهٔ رقص توییست می‌دهند. موسیقی آن سکانس یک عنصر صوتی خاطره‌انگیز را به داستان افزود؛ چیزی که تارانتینو از آن به‌عنوان «حس بی‌نظیر فضای رقص‌های موج نوی دههٔ ۵۰ فرانسه» یاد کرده‌است. به نوشتهٔ رولینگ استون به لطف مهارت‌های رقص تورمن و تراولتا، «هیچ‌کس نمی‌داند» تبدیل به یکی از محبوب‌ترین آهنگ‌های چاک بِری شد.

## بازخوانی‌ها

### نسخهٔ امیلو هریس
در سال ۱۹۷۷ امیلو هریس نسخهٔ جدیدی از ترانه را با عنوان «زندگی همینه (هیچ‌کس نمی‌داند)» اجرا کرد. این اجرا در آلبوم مسافربر لوکس گنجانده شد، که پُرفروش‌ترین آلبوم انفرادی او تا به امروز است. نسخهٔ هریس در زمان انتشارش تا ردهٔ ششم چارت کانتری مجلهٔ بیلبورد صعود کرد و پنجمین تک‌آهنگ او بود که به‌صورت متوالی به جمع ۱۰تای برتر آن جدول راه می‌یافت. آل‌میوزیک از این نسخه به‌عنوان یکی از دو قطعهٔ آن آلبوم یاد کرده که فراتر از آثار معمول هریس هستند.

### نسخه‌های دیگر
- ۱۹۷۵ - جان پراین در آلبوم عقل سلیم[۶]
- ۱۹۹۱ - جری گارسیا به همراه گروهش در کنسرت‌شان «هیچ‌کس نمی‌داند» را اجرا کردند. این اجرا در آلبوم برق روی مارماهی (۲۰۱۹) که مجموعه‌ای ۶ دیسکه از اجراهای زندهٔ گارسیا است گنجانده شده‌است.[۱۰]
- ۱۹۹۴ - باب سیگر و سیلور بولت بَند (گروه خودش) در آلبوم برگزیدهٔ آثارش[۱۱]
- ۱۹۹۶ استیتس کوئو در آلبوم توقف نکن[۱۲]
- ۲۰۰۵ - شلی رایت در آلبوم هتل متروپولیتن[۶]

## موقعیت در جدول‌های موسیقی

### نسخهٔ چاک بری
| چارت (۱۹۶۴)           | بالاترین جایگاه |
| --------------------- | --------------- |
| آفیشال چارتس بریتانیا | ۲۳              |
| بیلبورد هات ۱۰۰       | ۱۴              |

| چارت (۲۰۱۷)                  | بالاترین جایگاه |
| ---------------------------- | --------------- |
| ترانه‌های داغ راک و آلترناتیو | ۲۳              |

### نسخهٔ امیلو هریس
| چارت (۱۹۷۶–۱۹۷۷)                   | بالاترین جایگاه |
| ---------------------------------- | --------------- |
| جی‌اف‌کی انترتینمنت چارتس آلمان غربی | ۴۵              |
| اولتراتاپ بلژیک (والونیا)          | ۱۵              |
| اولتراتاپ بلژیک (فلاندرز)          | ۵               |
| تک‌آهنگ‌های برتر هلند                | ۴               |
| ترانه‌های داغ کانتری مجلهٔ بیلبورد   | ۶               |